# Eva-Maria Hanebutt-Benz
Eva-Maria Hanebutt-Benz (geboren 1947 in Hamburg) ist eine deutsche Kunsthistorikerin.

## Leben
Hanebutt-Benz studierte von 1967 bis 1972 an der Universität Hamburg das Fach Kunstgeschichte und in den Nebenfächern Klassische Archäologie, Englische Literatur und Soziologie. 1978 wurde sie mit ihrer Dissertation Studien zum deutschen Holzstich im 19. Jahrhundert zum Dr. phil. promoviert.
1969 heiratete sie den Journalisten Otto Felix Hanebutt.
Nach Mitarbeit in einem bibliophilen Hamburger Antiquariat von 1977 bis 1978 absolvierte sie 1979 bis 1981 ihr Volontariat am Museum für Kunsthandwerk in Frankfurt am Main. Anschließend wirkte sie dort bis 1987 als Kuratorin der Abteilung „Linel-Sammlung für Schrift und Druck“, zugleich die Buch- und Grafik-Sammlung des Museums.
Nachdem Hanebutt-Benz 1986 die erste Ausstellung von Künstlerbüchern in Frankfurt präsentiert hatte, leitete sie von 1987 bis zu ihrem Ruhestand 2010 als Direktorin das Gutenberg-Museum in Mainz. In diesen Jahren organisierte sie Museumspartnerschaften mit dem China-Printing-Museum der Volksrepublik China in Beijing und dem Early Printing Museum in Cheong-Ju, Süd-Korea. Daneben konzeptionierte sie Ausstellungen wie beispielsweise Ornament und Entwurf, Die Kunst des Lesens, Künstler machen Bücher, Stammbücher der Goethezeit oder Das Gesicht der Bücher.
Neben der Wahrnehmung von Lehraufträgen an der Universität Hamburg, der Phillips-Universität Marburg, der Universität Frankfurt am Main und der TU Darmstadt und den Aufgaben einer Senatorin am Druckmuseum Museu de la Impremta i de les Arts Gràfiques in El Puig wirkte Hanebutt-Benz
- von 1987 bis 2010 als Mitglied im Vorstand der Internationalen Gutenberg-Gesellschaft in Mainz
- von 2003 bis 2005 als Gründungsmitglied und erste Vorsitzende der Association of European Printing Museums.
- von 2003 bis 2009 als Vorsitzende der Maximilian-Gesellschaft.[2]

Daneben hielt sie Vorträge in Deutschland, England, Italien, Belgien, Japan, Korea und China.

## Schriften (Auswahl)
- Ornament und Entwurf. Ornamentstiche und Vorzeichnungen für das Kunsthandwerk vom 16. bis zum 19. Jahrhundert aus der Linel-Sammlung für Buch- und Schriftkunst. Ausstellung aus den Beständen der Buch- und Graphikabteilung des Museums. Museum für Kunsthandwerk, Frankfurt am Main 1983. ISBN 3-88270-021-1.
- Studien zum deutschen Holzstich im 19. Jahrhundert.  Sonderdruck aus Archiv für Geschichte des Buchwesens. Band 24 (1983), Lieferung 3–6. Buchhändler-Vereinigung, Frankfurt am Main 1984, ISBN 3-7657-1262-0 (zugleich Dissertation 1978 an der Universität Hamburg).
- (Hrsg.): Das Gutenberg-Museum Mainz. Ein Führer durch das Druck- und Schriften-Museum. Gutenberg-Museum, Mainz 2001, DNB 1066869200.
- (Zusammen mit Walter Wilkes und Frieder Schmidt) Die Buchkultur im 19. Jahrhundert. Bd. 1., Technische Grundlagen. Jahresgabe für 2009. Maximilian-Gesellschaft, Hamburg 2009. ISBN 978-3-921743-56-0.
- (Zusammen mit Walter Wilkes) Die Buchkultur im 19. Jahrhundert. Band 2./2., Illustration/Schrift/Einband. Jahresgabe für 2019/2020. Maximilian-Gesellschaft, Hamburg 2019. ISBN 978-3-921743-68-3. Inhaltsverzeichnis PDF